# Орфорд, Луис
Луис Уильям Орфорд (англ. Lewis William Orford; родился 18 февраля 2006, Хаверинг, Англия) — английский футболист, полузащитник клуба «Вест Хэм Юнайтед».

## Клубная карьера
Луис Орфорд начинал заниматься в футболом в команде «Апминстер Парк Роверс», а позже присоединился к академии «Вест Хэм Юнайтед». 3 ноября 2022 года впервые попал в заявку основной команды клуба на матч Лиги конференций против ФКСБ, однако на поле не появился. В феврале 2023 года подписал свой первый профессиональный контракт с «Вест Хэм Юнайтед». 18 января 2025 года дебютировал за «молотобойцев», выйдя на замену в матче Премьер-лиги против «Кристал Пэлас».

## Карьера в сборной
Выступал за сборные Англии до 16, до 18 и до 19 лет.